# Suai
Suai è una città di Timor Est, capitale del distretto di Cova Lima. Ha una popolazione di 23 000 abitanti ed è situata a pochi chilometri dal Mare di Timor, nella parte sud-ovest dell'isola, a 138 km a sud-ovest di Dili, la capitale della nazione. 
Nel settembre del 1999 Suai fu sede del tremendo massacro della chiesa di Suai, perpetrato dalla milizia pro-indonesiana al tempo del suo ritiro da Timor Est.